# Heinkel He 65
L'Heinkel He 65 era un monomotore monoplano ad ala bassa destinato al mercato civile nel ruolo di aereo di linea ed aereo postale pianificato dall'azienda tedesca Ernst Heinkel Flugzeugwerke nei primi anni trenta, ma rimasto allo stadio progettuale.
Sviluppato per competere sul mercato europeo con i modelli proposti dalla statunitense Lockheed Corporation, benché non ne sia stato realizzato nemmeno un prototipo, servì come base di sviluppo per il successivo Heinkel He 70 Blitz.

## Storia del progetto
All'inizio degli anni trenta, Ernst Heinkel ritenne necessario sviluppare un nuovo modello da trasporto passeggeri in grado di strappare alla concorrenza il primato del più veloce velivolo del mondo, un ambizioso obiettivo guardato con scetticismo sia dall'industria aeronautica tedesca che dalla direzione politica recentemente creata dall'avvento dell'epoca hitleriana. Negli Stati Uniti la Lockheed Corporation aveva già proposto al mercato europeo dell'aviazione civile il Lockheed Vega, un monomotore dalle elevate prestazioni per rotte a corto raggio, progenitore di una fortunata serie che stava cominciando a collezionare primati di velocità. Heinkel decise di accelerare i tempi e per il suo progetto si affidò allo stesso gruppo di ingegneri che diede alla luce l'Heinkel He 49, tra cui i fratelli Walter e Siegfried Günter.
Inviò quindi quest'ultimo negli Stati Uniti per acquisire informazioni relative alle esigenze ed alle conseguenti soluzioni tecnologiche adottate da quel mercato per poter poi tornare in patria e concordare una strategia di mercato atta a proporre alle compagnie aeree un modello dalle caratteristiche generali superiori.
Al suo ritorno i fratelli Günter iniziarono un progetto relativo ad un velivolo caratterizzato dalla velatura monoplana ad ala bassa e carrello d'atterraggio fisso completamente carenato per favorire il più possibile la penetrazione aerodinamica.
Nel frattempo, nel 1931, il Reichsverkehrsministerium, l'allora Ministero dei trasporti della Repubblica di Weimar, contattò sia la Junkers che la Heinkel con la richiesta per la progettazione di un aereo passeggeri e postale da fornire alla neofondata compagnia di bandiera Deutsche LuftHansa (DLH) e che potesse eguagliare come prestazioni i monomotori di produzione statunitense, il Lockheed Vega ed il successivo Lockheed L-9 Orion.
I dati teorici sulle prestazioni estrapolati dal progetto risultarono però di solo 248 km/h, non in grado di soddisfare le specifiche imposte dalla DLH, problema comune anche alla proposta della Junkers, lo Ju 60.
Heinkel riuscì a presentare il progetto nel gennaio 1932 ma fu accolto senza entusiasmo. Nel tentativo di rimediare se ne tentò uno sviluppo che però si interruppe nel maggio successivo. Il 15 di quello stesso mese Heinkel apprese la notizia che un Lockheed Orion della Swissair aveva iniziato ad operare sulla rotta Zurigo-Monaco di Baviera-Vienna riuscendo a raggiungere una velocità di crociera di 180 mph (290 km/h). Decise quindi di abbandonare lo sviluppo dell'He 65 in favore di un nuovo modello, l'He 70 che raggiungerà pienamente lo scopo per cui era stato concepito.
Tuttavia l'esperienza acquisita venne riutilizzata nell'elaborazione di un progetto destinato all'esportazione e destinato alla giapponese Aichi Kōkūki e che attraverso il progetto intermedio indicato dall'azienda giapponese Aichi AM-17 si concretizzerà nel bombardiere in picchiata imbarcato Aichi D3A.